# Dendrocerotaceae
Famille
Les Dendrocerotaceae sont une famille de anthocérotes de l’ordre des Anthocerotales.

## Systématique
La famille des Dendrocerotaceae a été créée en 1988 par le botaniste japonais Jiro Hasegawa (d) (1947-).

## Liste des sous-familles et genres
Selon BioLib (7 janvier 2022) :
- sous-famille Dendrocerotoideae R.M. Schust.
  - genre Dendroceros Nees
  - genre Megaceros Campb.
  - genre Nothoceros (R.M. Schust.) J. Haseg.
- sous-famille Phaeomegacerotoideae Duff, J.C. Villarreal, Cargill & Renzaglia
  - genre Phaeomegaceros R.J.Duff, J.C.Villarreal, Cargill & Renzaglia

## Publication originale
- (en) J. Hasegawa, « A proposal for a new system of the Anthocerotae, with a revision of the genera », Journal of the Hattori Botanical Laboratory, Japon, vol. 64,‎ juin 1988, p. 87–95 (ISSN 0073-0912, lire en ligne, consulté le 7 janvier 2022).